# Yaniv Katan
Pour les articles homonymes, voir Katan.
Yaniv Katan (né le 27 janvier 1981 à Kiryat-Ata en Israël) est un footballeur israélien. Il joue en position de milieu offensif, et parfois en position d'attaquant.

## Biographie
Katan a rejoint Maccabi Haïfa à l'âge de neuf ans. Il a rapidement relevé les rangs du club, devenant un regulier chez la première équipe d'Haïfa à l'âge de 16 ans. En 2002 pendant la deuxième tour de la ligue des champions d'UEFA contre Haka FC, il est temporairement le deuxième Israélien (après Alon Mizrahi) a marquer un coup de chapeau en Europe. La saison suivante, Maccabi a atteint les phases de groupes, et Katan a ouvert le score contre Manchester United deux fois : dans le defaite de 5-2 et dans la victoire de 3-0 à domicile (qui a été jouée en Chypre pour des raisons de sécurité).
En décembre 2005, Katan a signé un contrat de quatre ans avec West Ham United FC, où il s'est joint vers le haut d'équipe au compagnon de l'international israélien Yossi Benayoun. Le transfert (officiellement accompli pendant le mercato de transfert de janvier 2006) a impliqué des honoraires à prix reduit de 100 000 livres, car Katan a eu encore seulement six mois sur son contrat de Maccabi.
L'avant-centre fait huit apparitions sous le maillot des "Hammers", face à une rude concurrence avec les attaquants comme Marlon Harewood, Teddy Sheringham, Dean Ashton et Bobby Zamora luttant tous pour être titulaire.
À la fin de la saison 2005-2006, Yaniv retourne de nouveau à Maccabi Haïfa en prêt, après qu'Alan Pardew lui a indiqué qu'il n'était plus dans ses plans.

## Carrière
- 1998-2006 :  Maccabi Haïfa
- 2006-2007 :  West Ham United
- 2006-2007 :  Maccabi Haïfa (prêté par West Ham)
- 2007-2014 :  Maccabi Haïfa